# Det gamle hjem
Det gamle hjem er en amerikansk stumfilm fra 1922 af James Cruze.

## Medvirkende
- Theodore Roberts som Joshua Whitcomb
- George Fawcett som Eph Holbrook
- T. Roy Barnes som Jack
- Fritzi Ridgeway som Ann
- Harrison Ford som Reuben Whitcomb
- James Mason som Lem Holbrook
- Kathleen O'Connor som Rose Blaine
- Ethel Wales som Aunt Matilda